# Hoa nhung tuyết

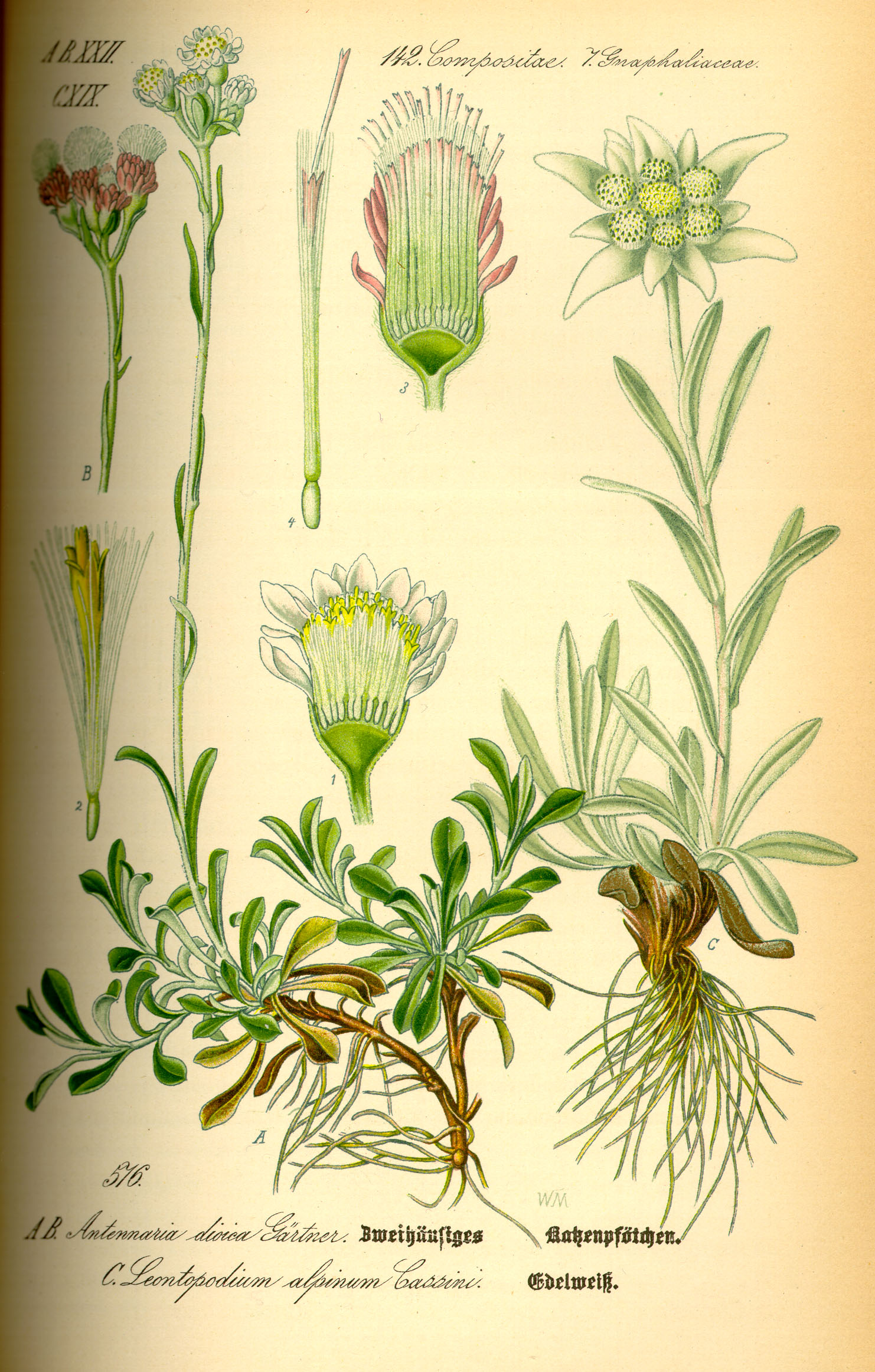
Minh họa

Hoa nhung tuyết, hay còn gọi là hoa Thùy Trinh (tên tiếng Anh: Edelweiss; danh pháp hai phần: Leontopodium alpinum) là một trong những loài hoa núi nổi tiếng ở châu Âu, thuộc họ Cúc (Asteraceae). Danh pháp khoa học, Leontopodium, nghĩa là bàn chân "sư tử" xuất phát từ tiếng Hy Lạp leon (sư tử) và podion (bàn chân). Tên tiếng Anh hoặc tiếng Pháp của loài hoa này là Edelweiss. Từ này có nguồn gốc từ tiếng Đức: edel nghĩa là quý tộc và weiß nghĩa là màu trắng. Ở Thụy Sĩ, hoa Thùy Trinh thường được sử dụng như là biểu tượng quốc gia (quốc hoa). Cũng chính vì điều này mà hoa Thùy Trinh thường được coi như 1 loài hoa của riêng Thụy Sĩ dù thật ra là không phải thế.
Lá và hoa có nhiều lông tơ. Cuống hoa có thể dài 3–20 cm (loài hoa trồng có thể dài đến 40 cm). Mỗi bông có 5 đến 6 đầu cụm hoa màu vàng (5 mm) được bao bọc xung quanh bởi các lá chét tạo thành hình ngôi sao. Hoa nở vào khoảng tháng 7 và tháng 9.
Loài hoa này phân bố không đồng đều, chủ yếu trong các vùng núi đá vôi ở độ cao 2.000–2.900 m. Đây là loài hoa không độc và thường được dùng trong y học cổ truyền làm phương thuốc chữa các bệnh phần bụng và hô hấp. Lông tơ rậm rạp dường như là kết quả của sự thích nghi với độ cao lớn, có tác dụng bảo vệ loài cây này khỏi lạnh giá, khô cằn và tia tử ngoại.
Vì hoa Thùy Trinh thường phát triển ở những vùng ít người đi tới, như các quốc gia thuộc vùng núi An pơ. Màu trắng của nó là biểu tượng cho sự tinh khiết và mang tên Latin cũng như Romani là floarea reginei (Hoa của nữ hoàng).
Hoa Thùy Trinh là loài được bảo vệ ở một số quốc gia như Mông Cổ, Bulgaria, Croatia, Thụy Sĩ, Pháp, Na Uy, Ý, Malaysia (ở các cao nguyên Genting và Cameron), Indonesia (núi Semeru), Đức, Tây Ban Nha (vườn quốc gia Ordesa), Ba Lan và Slovakia (vườn quốc gia Tatra), Slovenia (ở Gorizia và Gradisca từ năm 1896, ở Carniola từ năm 1898), Úc (từ 1886) và România (từ 1933).
Hoa Thùy Trinh được trồng trong các khu vườn cảnh thành cụm và có màu bạc,, là loài cây ngắn ngày và có thể trồng từ hạt.

## Mô tả

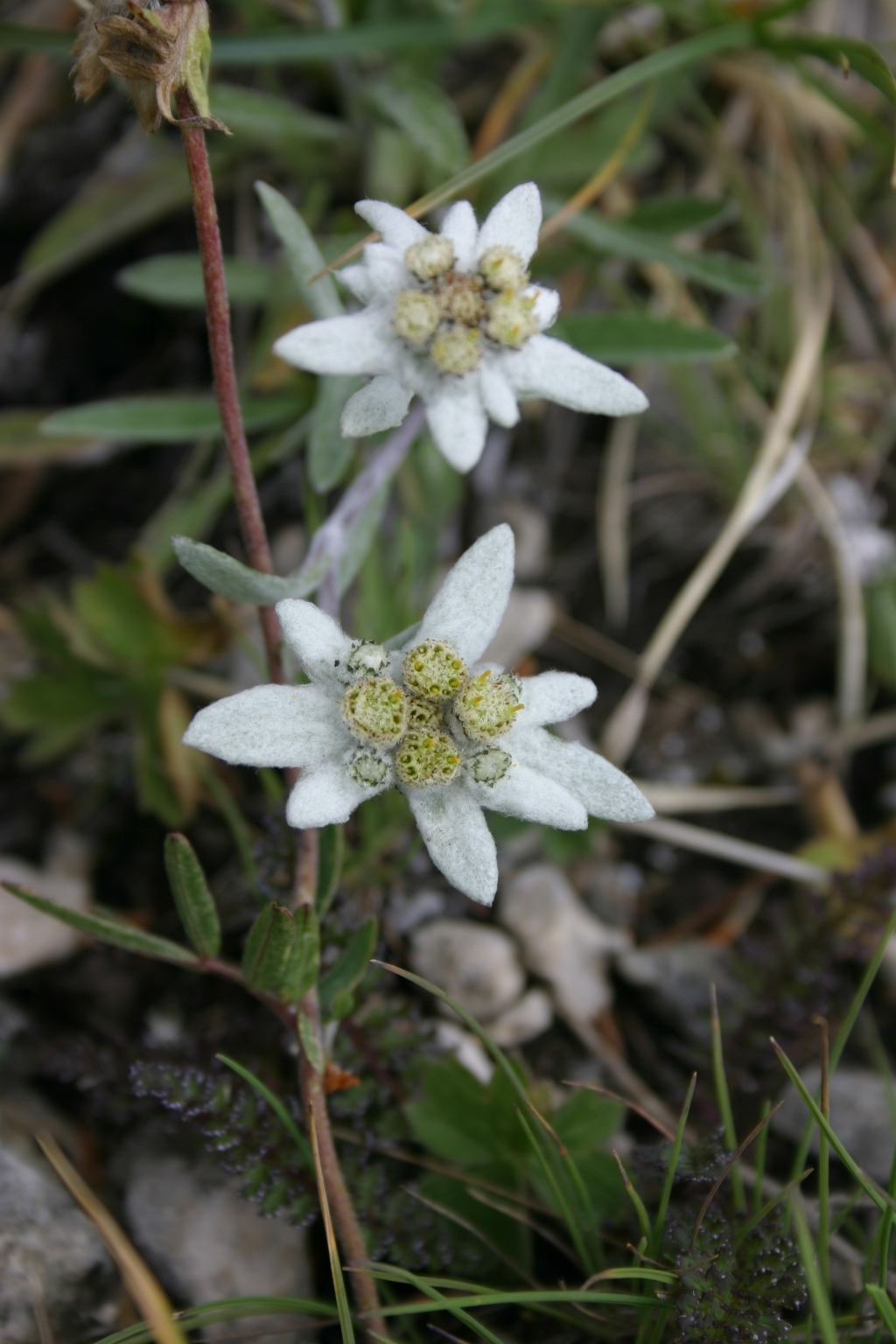

- Hình dạng: cao khoảng 3 đến 20 cm;
- Lá: có lông tơ màu trắng;
- Thời gian ra hoa: từ tháng 7 đến tháng 9;
- Độ cao: núi cao trung bình và núi cao, từ 1 270 đến 3 000 m;
- Phân bố địa lý: Châu Âu, Châu Á;
- Độc chất: không;
- Loài cây cần bảo vệ: có.

## Hình ảnh dân dã
Ở vùng Tyrol, hoa Thùy Trinh tượng trưng cho sự trong trắng, thuần khiết và tình yêu. Theo truyền thống, vào ngày cưới chú rể tặng một bó hoa này cho cô dâu.